# Lista de municípios de Ourense
Esta é uma lista dos 93 municípios da província raiana espanhola de Ourense, na comunidade autónoma da Galiza.

Mapa municipal

| Nome oficial             | Nome proposto pela AGAL     | Nome em espanhol          | Pop. (2002) |
| ------------------------ | --------------------------- | ------------------------- | ----------- |
| A Arnoia                 | Arnoia                      | Arnoya                    | 1.255       |
| A Bola                   | Bola                        | La Bola                   | 1.542       |
| A Gudiña                 | Godinha                     | La Gudiña                 | 1.657       |
| A Merca                  | Merca                       | La Merca                  | 2.404       |
| A Mezquita               | Mesquita                    | La Mezquita               | 1.510       |
| A Peroxa                 | Peroja                      | La Peroja                 | 2.561       |
| A Pobra de Trives        | Póvoa de Trives             | Puebla de Trives          | 2.807       |
| A Rúa                    | Rua                         | La Rúa                    | 5.139       |
| A Teixeira               | Teixeira                    | La Teijeira               | 569         |
| A Veiga                  | Veiga                       | La Vega                   | 1.387       |
| Allariz                  | Alhariz                     | Allariz                   | 5.151       |
| Amoeiro                  | Amoeiro                     | Amoeiro                   | 2.330       |
| Avión                    | Avião                       | Avión                     | 2.822       |
| Baltar                   | Baltar                      | Baltar                    | 1.236       |
| Bande                    | Bande                       | Bande                     | 2.444       |
| Baños de Molgas          | Banhos de Molgas            | Baños de Molgas           | 2.157       |
| Barbadás                 | Barbadás                    | Barbadás                  | 6.908       |
| Beade                    | Beade                       | Beade                     | 607         |
| Beariz                   | Beariz                      | Beariz                    | 1.503       |
| Boborás                  | Boborás                     | Boborás                   | 3.335       |
| Calvos de Randín         | Calvos de Randim            | Calvos de Randín          | 1.246       |
| Carballeda de Avia       | Carvalheda de Ávia          | Carballeda de Avia        | 1.600       |
| Carballeda de Valdeorras | Carvalheda de Val d'Eorras  | Carballeda de Valdeorras  | 2.212       |
| Cartelle                 | Cartelhe                    | Cartelle                  | 3.773       |
| Castrelo de Miño         | Castrelo do Minho           | Castrelo de Miño          | 2.095       |
| Castrelo do Val          | Castrelo do Val             | Castrelo del Valle        | 1.298       |
| Castro Caldelas          | Castro Caldelas             | Castro Caldelas           | 1.895       |
| Celanova                 | Cela Nova                   | Celanova                  | 6.012       |
| Cenlle                   | Cenlhe                      | Cenlle                    | 1.642       |
| Chandrexa de Queixa      | Chandreja de Queixa         | Chandreja de Queija       | 865         |
| Coles                    | Coles                       | Coles                     | 3.206       |
| Cortegada                | Cortegada                   | Cortegada                 | 1.467       |
| Cualedro                 | Qualedro                    | Cualedro                  | 2.405       |
| Entrimo                  | Entrimo                     | Entrimo                   | 1.424       |
| Esgos                    | Esgos                       | Esgos                     | 1.304       |
| Gomesende                | Gomesende                   | Gomesende                 | 1.137       |
| Larouco                  | Larouco                     | Laroco                    | 584         |
| Laza                     | Laça                        | Laza                      | 1.927       |
| Leiro                    | Leiro                       | Leiro                     | 2.005       |
| Lobeira                  | Lobeira                     | Lobera                    | 1.247       |
| Lobios                   | Lóvios                      | Lovios                    | 2.670       |
| Maceda                   | Maceda                      | Maceda                    | 3.346       |
| Manzaneda                | Maceda de Trives            | Manzaneda                 | 1.204       |
| Maside                   | Maside                      | Maside                    | 3.206       |
| Melón                    | Melão                       | Melón                     | 1.533       |
| Montederramo             | Monte de Ramo               | Montederramo              | 1.221       |
| Monterrei                | Monte Rei                   | Monterrey                 | 3.364       |
| Muíños                   | Moinhos                     | Muiños                    | 2.014       |
| Nogueira de Ramuín       | Nogueira de Ramoim          | Nogueira de Ramuín        | 2.566       |
| O Barco de Valdeorras    | Barco de Val d'Eorras       | El Barco de Valdeorras    | 13.295      |
| O Bolo                   | Bolo                        | El Bollo                  | 1.345       |
| O Carballiño             | Carvalhinho                 | Carballino                | 12.733      |
| O Irixo                  | Irijo                       | Irijo                     | 2.133       |
| O Pereiro de Aguiar      | Pereiro de Aguiar           | Pereiro de Aguiar         | 5.327       |
| Oímbra                   | Oimbra                      | Oimbra                    | 2.015       |
| Os Blancos               | Brancos                     | Blancos                   | 1.213       |
| Ourense                  | Ourense                     | Orense                    | 109.011     |
| Paderne de Allariz       | Paderne de Alhariz          | Paderne de Allariz        | 1.674       |
| Padrenda                 | Padrenda                    | Padrenda                  | 2.629       |
| Parada de Sil            | Parada do Sil               | Parada del Sil            | 858         |
| Petín                    | Petim                       | Petín                     | 1.125       |
| Piñor                    | Pinhor                      | Piñor                     | 1.560       |
| Pontedeva                | Ponte Deva                  | Puentedeva                | 684         |
| Porqueira                | Porqueira                   | Porquera                  | 1.168       |
| Punxín                   | Pungim                      | Pungín                    | 974         |
| Quintela de Leirado      | Quintela de Leirado         | Quintela de Leirado       | 907         |
| Rairiz de Veiga          | Rairiz de Veiga             | Rairiz de Veiga           | 1.834       |
| Ramirás                  | Ramirás                     | Ramiranes                 | 2.079       |
| Ribadavia                | Riba d'Ávia                 | Ribadavia                 | 5.447       |
| Riós                     | Horriós                     | Rios                      | 2.132       |
| Rubiá                    | Ruviã                       | Rubiana                   | 1.767       |
| San Amaro                | Santo Amaro                 | San Amaro                 | 1.462       |
| San Cibrao das Viñas     | São Cibrão das Vinhas       | San Ciprián de Viñas      | 3.691       |
| San Cristovo de Cea      | São Cristovo de Ceia        | San Cristóbal de Cea      | 3.144       |
| San Xoán de Río          | São João de Rio             | San Juan del Río          | 949         |
| Sandiás                  | Sandiás                     | Sandianes                 | 1.665       |
| Sarreaus                 | Sarriãos                    | Sarreaus                  | 1.876       |
| Taboadela                | Tabuadela                   | Taboadela                 | 1.744       |
| Toén                     | Toém                        | Toén                      | 2.578       |
| Trasmiras                | Trasmiras                   | Trasmiras                 | 1.880       |
| Verea                    | Vereia                      | Verea                     | 1.450       |
| Verín                    | Verim                       | Verín                     | 13.475      |
| Viana do Bolo            | Viana do Bolo               | Viana del Bollo           | 3.826       |
| Vilamarín                | Vila Marim                  | Villamarín                | 2.253       |
| Vilamartín de Valdeorras | Vila Martim de Val d'Eorras | Villamartín de Valdeorras | 2.467       |
| Vilar de Barrio          | Vilar de Bairro             | Villar de Barrio          | 2.023       |
| Vilar de Santos          | Vilar de Santos             | Villar de Santos          | 1.001       |
| Vilardevós               | Vilar d'Avós                | Villardevós               | 2.823       |
| Vilariño de Conso        | Vilarinho de Conso          | Villarino de Conso        | 798         |
| Xinzo de Limia           | Ginzo de Límia              | Ginzo de Limia            | 9.842       |
| Xunqueira de Ambía       | Junqueira de Ambia          | Junquera de Ambía         | 2.032       |
| Xunqueira de Espadanedo  | Junqueira de Espadanedo     | Junquera de Espadañedo    | 1.087       |